# Marcipa pyramidalis
Marcipa pyramidalis là một loài bướm đêm trong họ Erebidae.